# Tania Vicent
Tania Vicent (ur. 13 stycznia 1976 w Laval) – kanadyjska łyżwiarka szybka, specjalizująca się w short tracku. Wielokrotna medalistka olimpijska.
Międzynarodowe sukcesy odnosiła w biegu sztafetowym, członkinią kanadyjskiej kadry jest od połowy lat 90. W tej konkurencji jest czterokrotną medalistką igrzysk olimpijskich, a także wielokrotną medalistką mistrzostw świata. Była mistrzynią Kanady.